# Nong Ki (huyện)
Nong Ki (tiếng Thái: หนองกี่) là huyện (‘‘amphoe’’) cực tây của tỉnh Buriram, đông bắc Thái Lan.

## Địa lý
Các huyện giáp ranh (từ đông bắc theo chiều kim đồng hồ) là Nong Hong, Chamni, Nang Rong, Non Suwan của tỉnh Buriram, Soeng Sang, Khon Buri và Nong Bun Mak của tỉnh Nakhon Ratchasima.

## Lịch sử
Tiểu huyện (King Amphoe) đã được thành lập ngày 1 tháng 3 năm 1974, khi ba tambon Nong Ki, Yoei Prasat và Mueang Phai được tách khỏi Nang Rong. Đơn vị này đã được nâng thành huyện ngày 12 tháng 4 năm 1977.

## Hành chính
Huyện này được chia thành 10 phó huyện (tambon), các đơn vị này lại được chia thành 123 làng (muban). Nong Ki là một thị trấn (thesaban tambon) nằm trên một phần của tambon Nong Ki, Thung Kratat Phatthana and Thung Kraten. Có 10 tổ chức hành chính tambon (TAO).
| Số TT | Tên                    | Tên tiếng Thái | Số làng | Dân số |  |
| ----- | ---------------------- | -------------- | ------- | ------ |  |
| 1.    | Nong Ki                | หนองกี่          | 23      | 5.039  |  |
| 2.    | Yoei Prasat            | เย้ยปราสาท      | 10      | 5.748  |  |
| 3.    | Mueang Phai            | เมืองไผ่         | 18      | 9.563  |  |
| 4.    | Don Arang              | ดอนอะราง       | 15      | 10.406 |  |
| 5.    | Khok Sawang            | โคกสว่าง        | 9       | 5.510  |  |
| 6.    | Thung Kratat Phatthana | ทุ่งกระตาดพัฒนา   | 12      | 8.105  |  |
| 7.    | Thung Kraten           | ทุ่งกระเต็น       | 9       | 6.565  |  |
| 8.    | Tha Pho Chai           | ท่าโพธิ์ชัย        | 9       | 4.351  |  |
| 9.    | Khok Sung              | โคกสูง          | 8       | 6.458  |  |
| 10.   | Bu Krasang             | บุกระสัง         | 10      | 5.913  |  |